# Jim&Janeの伝説
「Jim&Janeの伝説」（ジム アンド ジェーンのでんせつ）は、日本のロックバンド、チェッカーズの17枚目のシングル。1988年6月29日発売。発売元はポニーキャニオン。

## 解説
『夜のヒットスタジオDELUXE』（フジテレビ系）にて、藤井郁弥（当時。以下「フミヤ」）が漫画『ホットロード』を読んで詞を書いたと語っている。
イントロ部はフミヤ自身の英語のセリフ、アウトロ部にはオートバイのエンジン音が入っている。アルバム『SCREW』収録バージョンでは、イントロにもエンジン音が追加されている。
チェッカーズ解散後、長らく本曲がフミヤのソロなどで歌われることは少なかったが、2014年12月13日放送『ミュージックフェア』（フジテレビ系）において、フミヤ・藤井尚之・綾小路翔（氣志團）によって本曲が披露された。
また、綾小路率いる氣志團も本曲のワンフレーズ「Periodの向こうへ」をキャッチコピーとして多く用いており、その後2020年に氣志團のYouTubeチャンネルにて本曲をカバーしている。また、「朝日の中のレクイエム」というフレーズもVHS「氣志團現象③ 朝日の中のレクイエム」にて使用している。

## 収録曲
1. Jim&Janeの伝説
  - 作詞：藤井郁弥 / 作曲：鶴久政治 / 編曲：THE CHECKERS FAM.
2. On The Way
  - 作詞：藤井郁弥 / 作曲：藤井尚之 / 編曲：THE CHECKERS FAM.

## カバーしたアーティスト
- 氣志團（2020年） - YouTubeオフィシャルチャンネルにてカバー。